# Венгейзен (Куворден)
Венгейзен (нід. Veenhuizen) — селище в нідерландській провінції Дренте. Входить до муніципалітету Куворден.
Перша згадка про населений пункт датується 1792 роком.